# 灰树鹊
灰树鹊（学名：Dendrocitta formosae），又名灰樹鵲，俗稱山八哥，鸦科树鹊属，是亞洲的一種樹鵲，屬於中型且尾巴較長的鴉科鳥類。此物種由羅伯特·斯文豪於1863年首次描述。牠們廣泛分布於喜馬拉雅山脈山麓地區，橫跨印度次大陸，並延伸至中南半島、中國南部及台灣。不同地區的樹鵲羽色有差異，並因此劃分出多個亞種。該物種的模式產地在台灣。
樹鵲是雜食性鳥類，主要生活在茂密的樹林中。牠們有時會與噪鶥，特別是白喉噪鶥，組成混種群，尤其是在早晨時，牠們會共同在山林中穿梭，尤其是杜鵑、橡樹和其他闊葉樹中。

## 描述

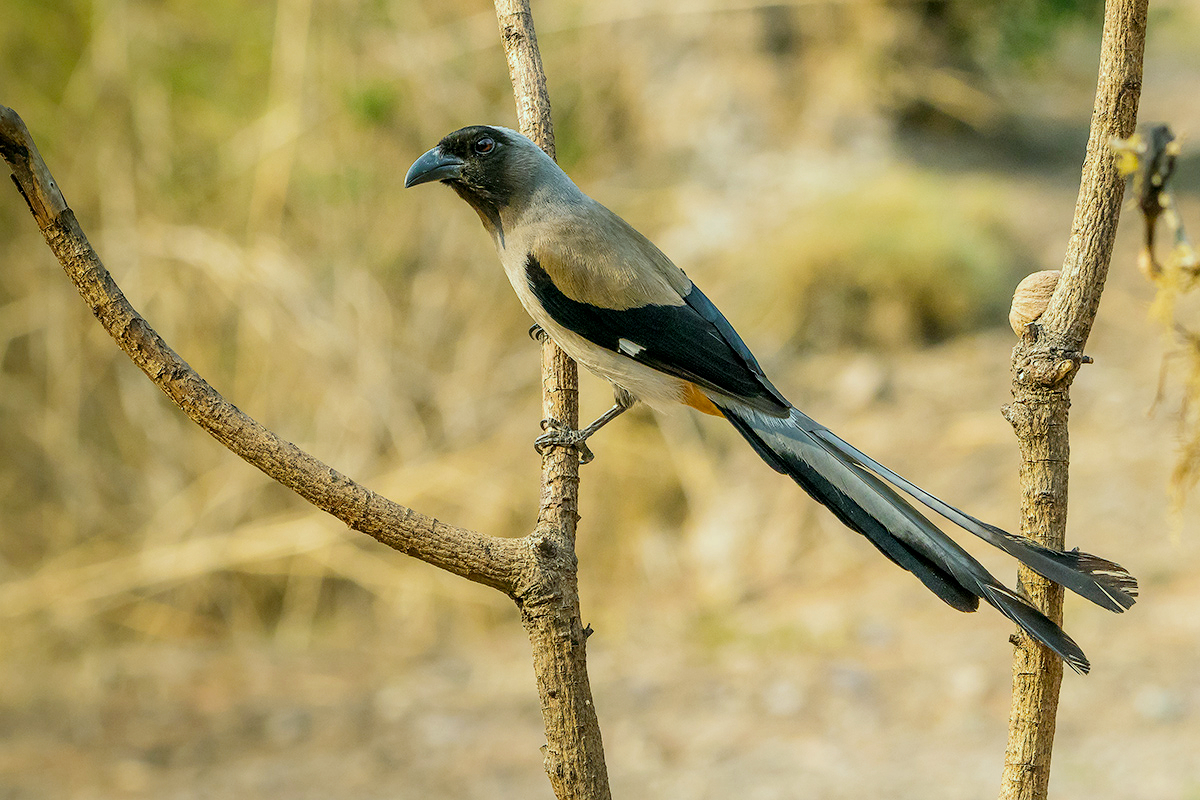
樹鵲於薩塔爾, 印度

樹鵲體長36—40 cm（14—16英寸），體重89—121 g（3.1—4.3 oz）。 牠與其他Dendrocitta屬鳥類大小相同，與之區分的特徵是整體呈灰色。分布於西部的亞種具有灰色臀部及一些灰色的尾羽，而東部的亞種則具有白色臀部和黑色尾羽。其臉部和喉嚨呈深黑色，形成模糊的面罩。身體下側為灰色，腹部越接近肛門越白。背部和肩胛呈棕色，頭頂和頸部呈灰色，黑色的翅膀上有顯著的白色腕斑。肛門部位呈棕紅色，外側尾羽及中央尾羽末端為黑色。 喙為黑色，腿呈黑棕色，眼睛則是紅色或紅棕色。雌雄鳥外觀相似。幼鳥的顏色較暗淡，頸背較棕，所有羽毛末端帶有棕紅色。
該物種分布範圍廣泛，具有多個區域性型態，這些型態在顏色和尾巴長度上略有不同。例如，分布於喜馬拉雅山脈西部山麓的occidentalis亞種尾巴較長，himalayana亞種則分布於從喜馬拉雅中部到泰國和越南的地區。印度半島的東高止山脈有一個斷裂的族群，稱為sarkari，其喙較小或較窄，有時被歸入himalayana。 東南亞的亞種包括assimilis、sapiens、sinica、formosae（台灣的指名亞種）及insulae（海南島）。
有學者建議，此物種可能與馬來樹鵲（Dendrocitta occipitalis）和加里曼丹樹鵲（Dendrocitta cinerascens）構成複合種。

## 亚种
- （学名： Hume, 1877）。
- 灰树鹊指名亚种（学名： Swinhoe, 1863）。臺灣特有亞種。
- 灰树鹊云南亚种（学名： Jerdon, 1864）。在中国大陆，分布于云南等地。该亚种的模式产地在锡金。[12]
- 灰树鹊海南亚种（学名： Hartert, 1910）。在中国大陆，分布于海南等地。该亚种的模式产地在海南。[13]
- （学名： Ticehurst, 1925）
- 灰树鹊四川亚种（学名： （Deignan, 1955））。在中国大陆，分布于四川等地。该亚种的模式产地在四川峨眉山。[14]
- （学名： Kinnear & Whistler, 1930）
- 灰树鹊华南亚种（学名： Stresemann, 1913）。在中国大陆，分布于四川、贵州、东抵江苏、浙江、福建、南达广东等地。该亚种的模式产地在福建青风岭。[15]

## 分布與棲地
其分布範圍涵蓋喜馬拉雅山脈山麓、東高止山脈（印度）、孟加拉、 緬甸、泰國、中國、海南、台灣及中南半島北部。 在喜馬拉雅山脈，牠們可見於海拔達2,400米（7,900英尺）的高度，而在中國東南部則分布於400米（1,300英尺）到1,200米（3,900英尺）之間。
樹鵲主要是棲居於樹上的鳥類，分布於多種棲地，包括森林、農耕地及人類居住地。栖息地包括亚热带或热带的（低地）湿润疏灌丛、亚热带或热带的湿润低地林、耕地、亚热带或热带严重退化的前森林、温带森林和亚热带或热带的湿润山地林。该物种的模式产地在台湾。

## 行為與生態

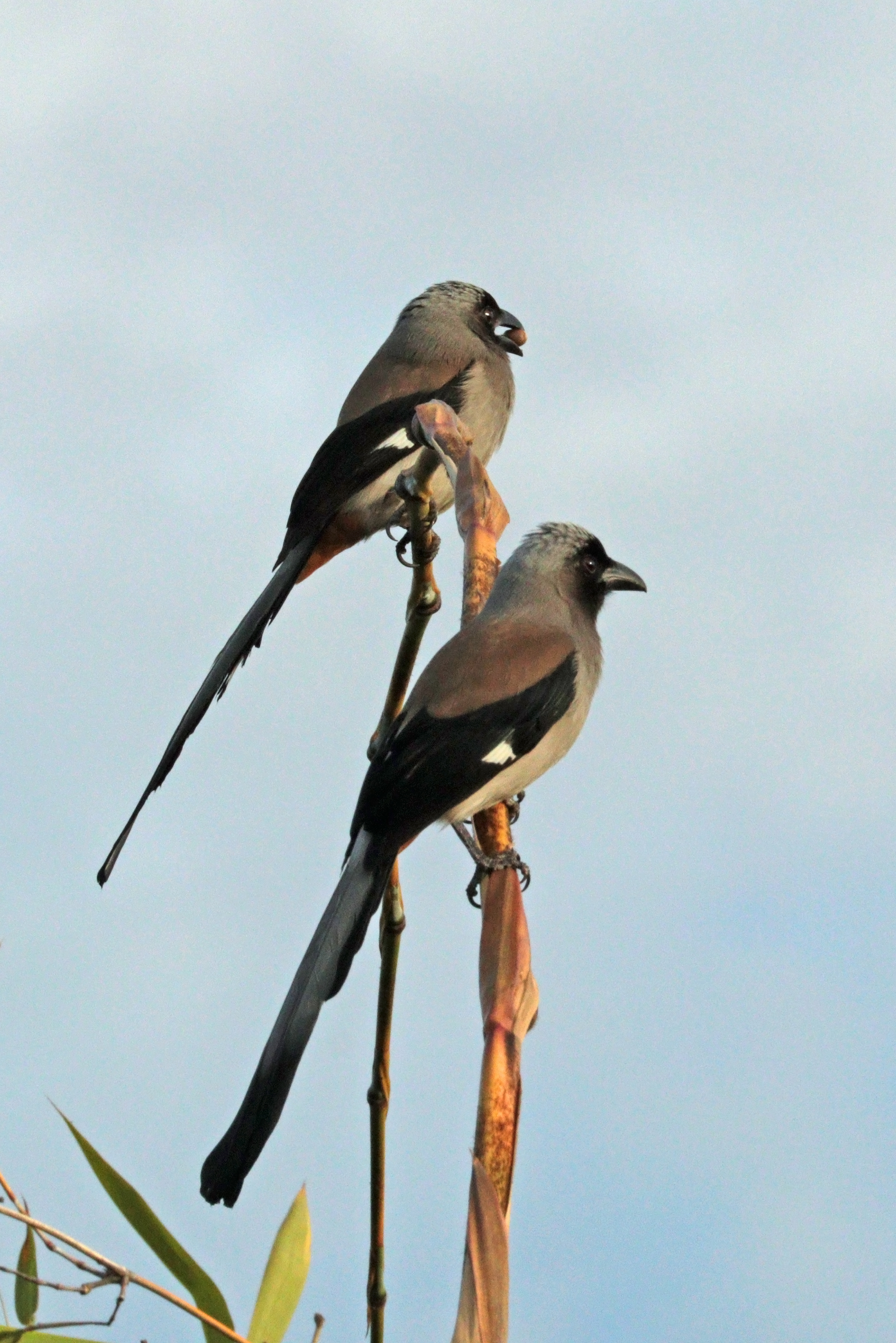
一對 D. f. himalayana
博卡拉, 尼泊爾

樹鵲主要在樹上覓食，但有時也會從地面取食，特別是在農耕地區。牠們的食物範圍廣泛，包括昆蟲及其他無脊椎動物、漿果、花蜜、穀物及其他種子，亦會捕食小型爬行動物、鳥蛋及雛鳥。牠們有時會加入混種覓食群。
在印度的喜馬拉雅山脈山麓，牠們主要在海拔2000至6000英尺之間繁殖，繁殖季節為5月至7月。牠們的巢為淺杯狀，由毛髮襯墊，築於樹叢、灌木或竹子叢中，每窩產3-4顆蛋。 蛋呈白色、淡棕色或淡綠色，上有棕色或灰色斑點。雄鳥和雌鳥共同築巢並餵養幼鳥。
其叫聲被描述為粗糙刺耳，但如同其他物種一樣，牠們的聲音變化多端，既有刺耳的k-r-r-r-r聲，也有更悅耳的聲音，類似棕腹樹鵲的叫聲。這些叫聲包括tiddly-aye-kok、ko-ku-la以及類似犬吠的braap...braap...braap叫聲。

## 狀態
全球族群數量不明。在中國，估計有10,000至100,000對繁殖鳥，而台灣的繁殖族群數量估計亦為10,000至100,000對。 海南的族群可能因棲地破壞而面臨威脅。 由於分布範圍廣泛，且族群減少速度不快，IUCN紅色名錄將其評估為無危物種。